# タガヤサン
タガヤサン（鉄刀木、学名：Senna siamea、シノニム：Cassia siamea）は、マメ科ジャケツイバラ亜科の広葉樹。タイ、インド、ミャンマー、インドネシアなどの東南アジア原産。
唐木のひとつで、代表的な銘木である。ビルマ語ではメーザリー（မဲဇလီ /mɛ́zəlì/）と呼ぶ。

## 樹木
荒地にも耐え、比較的造林が容易な為、アジアに広く栽培されている。明治時代には台湾でも栽培された。ただし、これらは木材としての使用というよりは、小さいうちに伐採され、燃料として使用されることが多い。
高さ20m、直径40cmを超えるものは稀。花は鮮黄色の五弁花で芳香がある。美しい花を咲かせるものもあり、熱帯地方では庭木や街路樹としても用いられる。

## 木材
木材は硬く、耐久性がある。気乾比重は0.80前後。木材の重くて硬いさまが、まるで「鉄の刀のようだ」ということから「鉄刀木」の漢字が当てられる。なお、「たがやさん」という名称の由来は定かではない。一説に、フィリピン語の「tambulian」が変化したものとされる。
柾目として使用する際に独特の美しい目が見られる。薬品で色抜きし、明るい色にして使用される。乾燥に狂いやすく、加工は困難。腐食に強い。なお、加工する際に出る木屑は目を刺激するので、加工時には注意が必要。最も良質とされるのは、ビルマ近辺産のものであるが、現在は資源保護のため輸出禁止となっている。
タガヤサンには表面に黒褐色の面と少し淡い金色を帯びた筋が通ることによる縞模様がみられ、この金色を帯びた黄色い筋は横断面にも見られる。ウェンジなどの類似樹種(後述)は、木目こそ似ているが、無塗装での色合いと柾目面での導管に加え、この黄色の筋が見られない。また、ウェンジなどの類似樹種は、タガヤサンに比べて加工性が良い。

## 用途

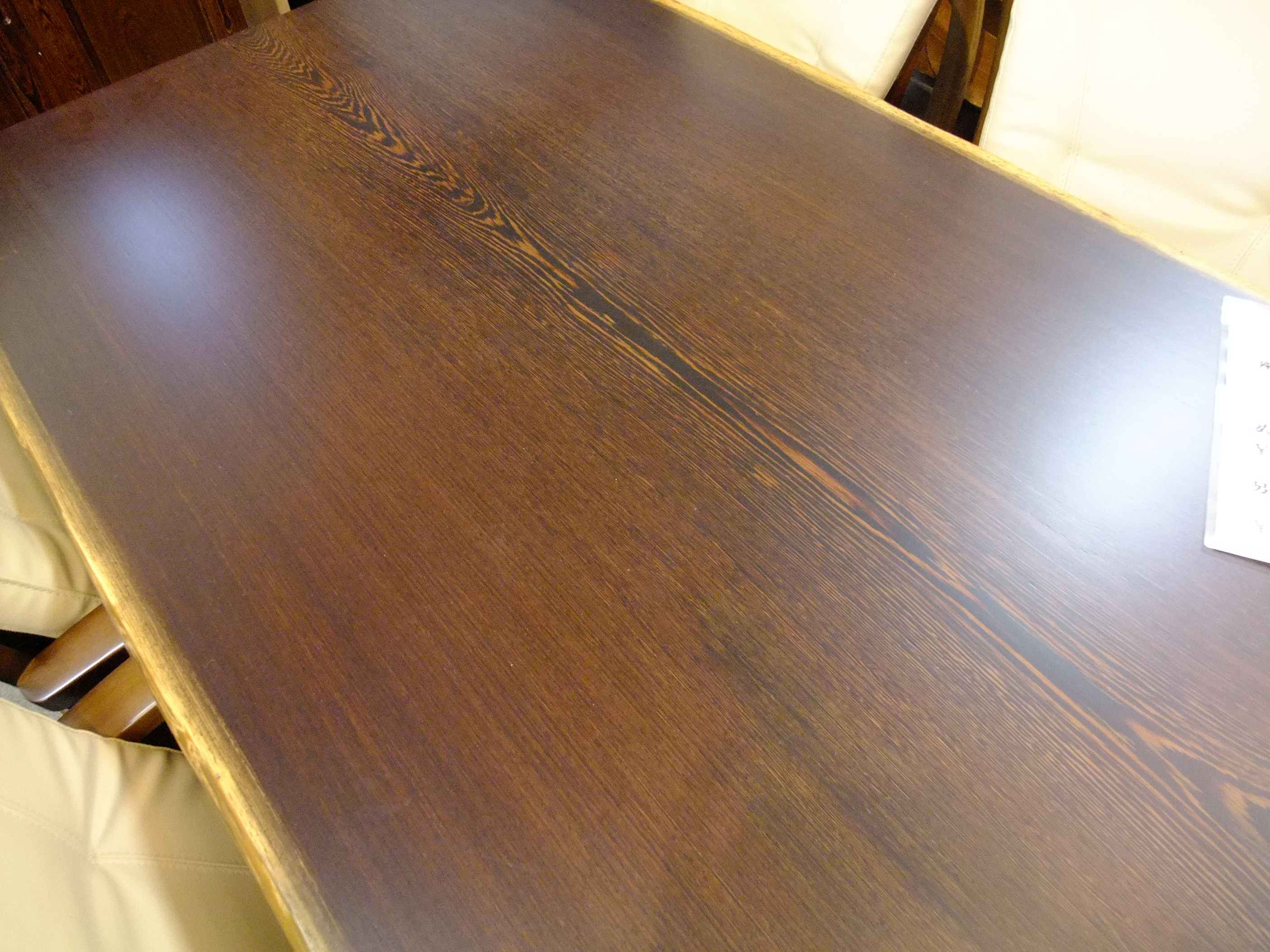
鉄刀木で作られたテーブル

木材は家具、仏壇、数珠、建築材（床柱、内装）、ステッキ、木刀、ブラシの柄など、主に装飾的な用途に用いられる。腐りにくいことから、家が長く続くということに掛けて床柱に使用される。辺材は燃料用にしか役立たない。

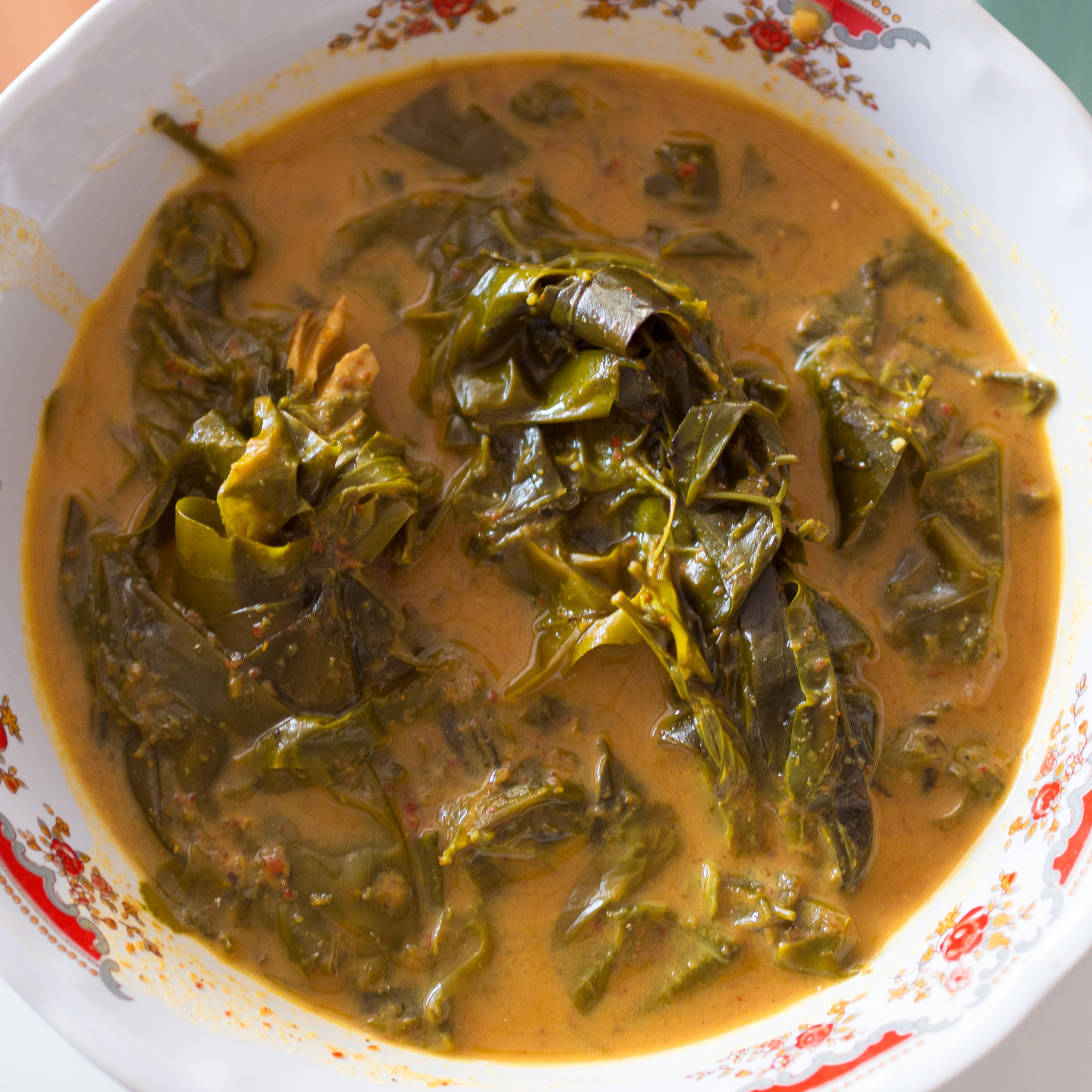
ゲーン・キー・レッ

東南アジアの一部の地方（特にタイとラオス）では、生または塩水に漬けた花と葉を食用にする。タガヤサンを用いた料理の代表的なものに、ゲーン・キー・レッ（แกงขี้เหล็ก gaeng-khi-lek）という汁物がある。ゲーン・キー・レッは、水煮した後の葉や花に、焼いてほぐしたカツオの身、あるいは、焼いた豚肉を入れ、ナムプリック・ゲーンと呼ばれるペースト状のタイ・カレーの素、ココナッツミルク、ナンプラー、砂糖などで味付けをして煮込んだものである。具が多く、時にペーストに近いくらいの形状で、見た目には茶色のほうれん草のカレーのようである。味は非常に辛いが、タガヤサンの苦味とココナッツミルクのまろやかさ、また、焼いたカツオの身の香ばしさがある。この汁物は便通にも効くとされ、たくさん食べると、翌朝には効果が現れるという。タイの南部などでは、ほぼ日常食として飯屋の店頭に鍋に入って並ぶが、バンコクなどでは余り目にしない田舎料理である。

## 代用材
一般的には同じマメ科だが属の違うミレシア属 (Millettia) が代用材・同類材として用いられる。
これらには以下の学名分類がある。
- Millettia leucantha Kurz (シノニム: Millettia pendula Benth.)

東南アジア産でムラサキタガヤサン (紫鉄刀木) やチンウィン（ビルマ語: သင်းဝင်、IPA: /t̪ɪ́Nwɪ̀N/ ティンウィン、文献によっては thinwin とラテン文字表記）と呼ばれる。ラオス、ミャンマー、タイに生育 。
- Millettia laurentii De Wild.

アフリカ産でウェンジ (Wenge) 、ジゲラ (Dikela) 、パリサンドルドコンゴ(Palisandre du congo)などと呼ばれるが指すものは全て同じ。 African RosewoodやFaux Ebonyなどという商品名がつけられる事もある。ザイール（現・コンゴ民主共和国））に生育。近年では代用品としてではないそれ自身の認知度が上がってきている。
- Millettia stuhlmannii Taub.

パンガパンガ、タンザニア産。